# River Road Entertainment
River Road Entertainment é uma produtora cinematográfica independente fundada em 1987 por Bill Pohlad, que também é seu presidente. Ela está sediada em Los Angeles e Minneapolis. Seus filmes incluem 12 Anos de Escravidão, A Árvore da Vida e Utopia Americana. Outros títulos incluem Na Natureza Selvagem, Wild, Fair Game, Love & Mercy (o qual Pohlad também dirigiu), O Segredo de Brokeback Mountain , A Prairie Home Companion e Sete Minutos Depois da Meia-Noite, além de documentários de longa-metragem, incluindo Food, Inc.